# 노가다
"노가다"(NoGaDa)는 한국에서 제작된 김미례 감독이 제작한 2005년 다큐멘터리 영화이다. 올해의 독립영화상을 받은 작품이다.

## 같이 보기
- 올해의 독립영화상
- 다큐멘터리